# Scherbe

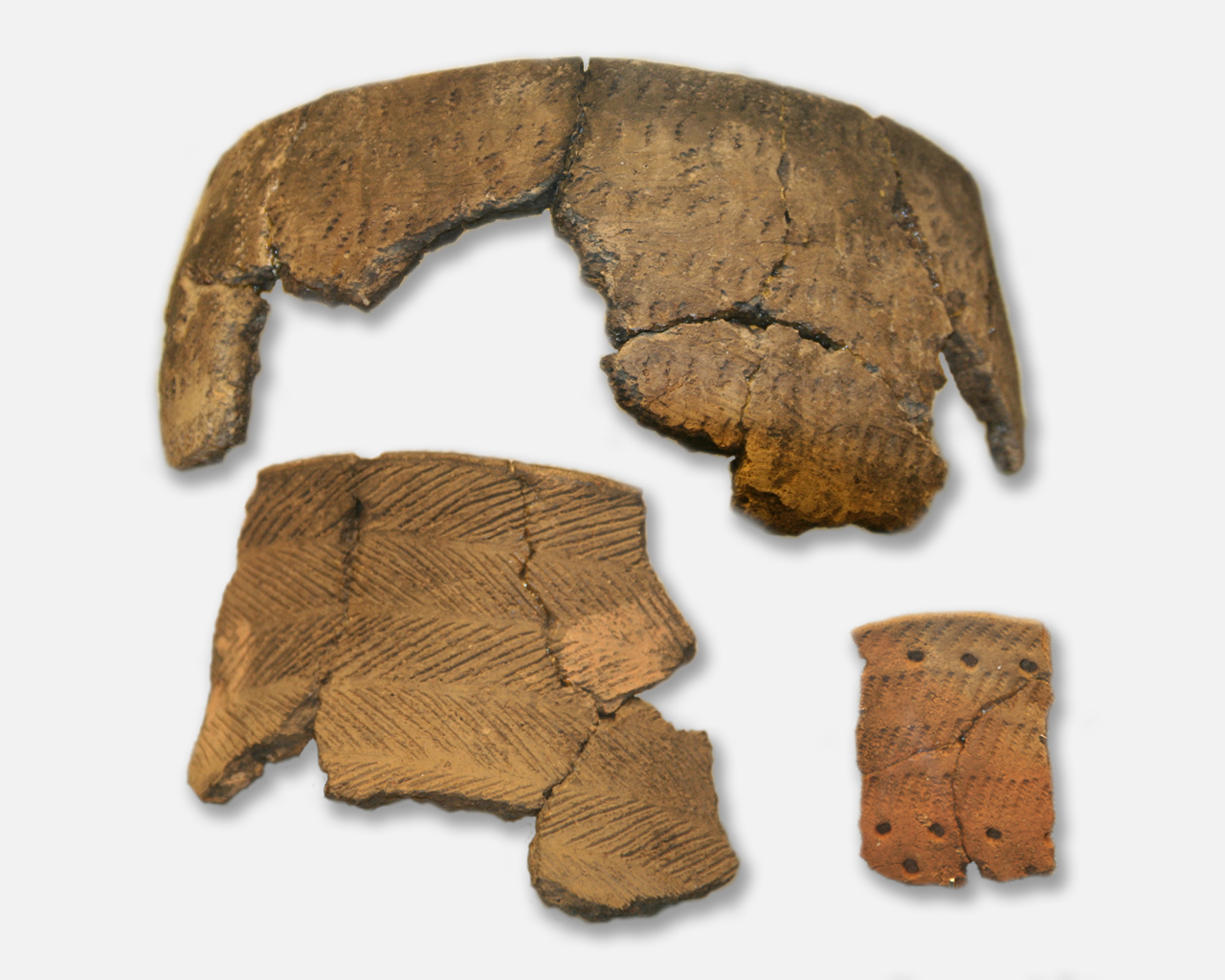
Wieder zusammengefügte Gefäßscherben

Der Ausdruck Scherbe (von mittelhochdeutsch schërbe, auch schirbe, „Bruchstück, Scherbe; Topf“) bezeichnet ursprünglich ein zu Bruch gegangenes Keramikteil (Tonscherbe, Porzellanscherbe). Im Altertum spielte die Scherbe eine Rolle als Kennzeichen (wegen der Passgenauigkeit in das entsprechende Pendant) oder billiger Träger kurzer Inschriften, etwa als Stimmvehikel beim Scherbengericht, für Schriftproben oder in der Verwaltung.
Aufgefundene Scherben dienen zur genaueren Epochenbestimmung des Fundmaterials bei archäologischen Ausgrabungen.
Stücke gebrochenen Glases werden ebenfalls als (Glas-)Scherben bezeichnet.

## Redewendungen
Einige Redewendungen befassen sich mit Scherben.
- Das Sprichwort Scherben bringen Glück wird oft zitiert, wenn ein Gefäß zerbrochen ist, um über den Verlust hinwegzutrösten. In diesen Zusammenhang gehört möglicherweise eine alte Hochzeitszeremonie, der Polterabend, bei dem viel Geschirr zerschmettert wird.
- Vor den Scherben seines Lebens stehen meint, dass alle Hoffnungen zerstört wurden. Ebenso: Vor einem Scherbenhaufen stehen.